# Hans-Peter Grünenfelder

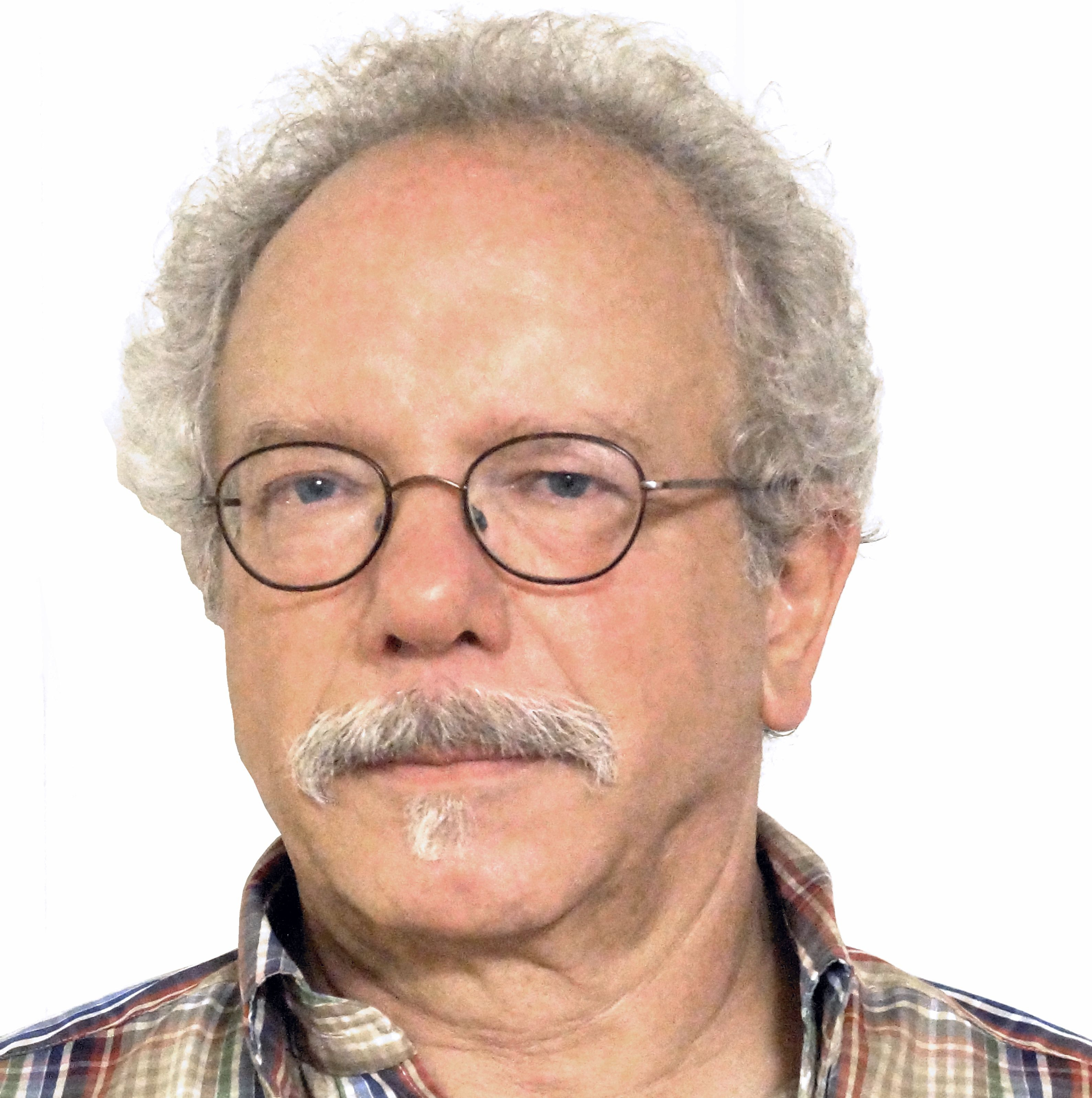
Hans-Peter Grünenfelder

Hans-Peter «Hape» Grünenfelder (* 29. Dezember 1946 in Zürich) ist ein Schweizer Forscher, Netzwerker und Autor verschiedener Bücher und Online-Kompendien. Als Ethnozoograph hat er sich zeitlebens insbesondere für vom Aussterben bedrohte, traditionelle Nutztierrassen in ganz Europa eingesetzt.

## Leben und Wirken
Grünenfelder besuchte in Zürich das Latein-Gymnasium und studierte anschliessend an der Eidgenössischen Technischen Hochschule. Sein Engagement galt von Beginn weg der Natur. Als Mitgründer und erster Präsident des WWF-St. Gallen/Appenzell initiierte er das Öko-Zentrum in Stein AR, wo er in engeren Kontakt mit der Landwirtschaft kam. Aufgeschreckt durch den deutschen Zoologen und Ethnologen Thomas Schultze-Westrum, der auf den dramatischen Verlust der landwirtschaftlichen Artenvielfalt (Agrobiodiversität) in Griechenland hinwies, wurde Grünenfelder gewahr, dass dieser Verlust auch in seiner Umgebung schon seit längerem im Gange war. So gründete er 1982 die Schweizer Stiftung ProSpecieRara und führte sie bis 1995. In dieser Zeit retteten er und seine Mitarbeitenden noch Reste von einem Dutzend alter Schweizer Nutztierrassen und legten den Grundstein für die Erhaltung gefährdeter Kulturpflanzen.
Nach dem Fall des Eisernen Vorhangs errichtete er mit seinem Freund Pavel Beco 1991 in Prag ein Büro zur Koordination von Rettungsaktionen für gefährdete Nutztierrassen und Kulturpflanzen in Mittel- und Osteuropa. Dies war eines der Schlüsselereignisse zur Errichtung der europäischen Dachorganisation SAVE Foundation (Safeguard for Agricultural Varieties in Europe) im Jahre 1993, bei der Grünenfelder ein Hauptakteur war.
1994 schuf er das SAVE-Koordinationsbüro in St. Gallen, das 1995 in das SAVE-Projektbüro umgewandelt wurde. 1995 erhielt er den Chorafas-Preis der Schweizerischen Akademie der Naturwissenschaften (100'000 CHF, zusammen mit Jakob Jakobsson von Island) für seine «herausragende Tätigkeit» für die In-situ-Erhaltung gefährdeter Nutztierrassen und Kulturpflanzen. Diese Ehrung mit der bedeutenden Preissumme setzte er in ein ihm dringlich erscheinendes, neues Projekt um und gründete das in Europa bewusst grenzüberschreitend tätige Monitoring Institute for Rare Breeds and Seeds in Europe, das bis Ende 2010 eine seiner Hauptbeschäftigungen ausmachte. In dieser Zeit bereiste er fast sämtliche europäischen Länder und kartierte die Gefährdung der Agrobiodiversität zahlreicher Grossregionen. Anhand von Beschreibungen in landwirtschaftlichen Dokumentationen, vor allem des 19. Jahrhunderts, suchte er nach Reliktpopulationen und eruierte den Handlungsbedarf für Erhaltungsmassnahmen. Wenn es sich um bemerkenswerte Ökotypen handelte, die auch für die Zukunft von Bedeutung sein konnten, organisierte er deren Erhaltung.
Im Rahmen seines altersmässigen Rückzuges wurde das Monitoring-Institut per 1. Januar 2011 in das SAVE-Projektbüro integriert. Ende 2014 hat Grünenfelder sich aus dem operativen Geschäft bei SAVE Foundation zurückgezogen (ehrenamtliche Geschäftsführung während 21 Jahren), ist aber weiterhin Beirat im SAVE-Stiftungsrat. Bei ProSpecieRara war er als Gründer noch bis Ende 2021 beratend im Stiftungsrat tätig. Im alpenweiten Netzwerk Pro Patrimonio Montano (abgekürzt PatriMont) hat er seit 2013 den Vorsitz, zudem berät er noch kleinere und grössere Naturschutzvorhaben.
In seinem Wirken zeichnete sich Hape Grünenfelder durch sein Organisationstalent und Netzwerkfähigkeiten aus. Zugute kamen ihm auch ein starkes Gefühl für ethnozoographische Zusammenhänge, die ihm halfen, Reste alter Nutztierrassen in abgelegenen Gebieten aufzufinden.

## Werke
- Landwirtschaftliche Genressourcen der Alpen. Krypto, F. Flück, Teufen 1995, ISBN 3-905209-03-9, Neubearbeitung und Ergänzung: Paul Haupt-Verlag, Bern 2002, ISBN 3-258-06669-8.
- Rare Breeds and Plant Varieties in the Carpathian Mountains (Studien und Workshop). Report of the Workshop in Suceava (Romania) 1999, ISBN 3-907866-60-6.
- Risorse Genetiche Agrarie in Italia (mit deutschem Text auf CD-ROM). Monitoring Institute, 2002, ISBN 3-907866-70-3.
- Balkan Netzwerk für Agro-Biodiversität. Abschätzung des Handlungsbedarfes zur Agro-Biodiversität Tiere, Aufbau eines Netzes von Erhaltungsinitiativen und -massnahmen. Schlussbericht, 2006.
- Tiergenetische Ressourcen in Griechenland, Monitoring und Erhaltung gefährdeter Nutztierrassen. Schlussbericht, 2006.
- Donkey Breeds in Europe. Inventory, Description, Need for Action, Conservation. SAVE-Monitoring Institute, 2008, ISBN 3-907866-50-9.
- Erhaltung der Agro-Biodiversität in Griechenland 2008–2010. Schlussbericht, 2010.
- Tiergenetische Ressourcen in Rumänien. Monitoring, Erhaltung und Netzwerkbildung. Schlussbericht, 2012.
- Landwirtschaftliche Genressourcen der Alpen. Krypto, F. Flück, Teufen 1995, ISBN 3-905209-03-9.
- Das Prespa-Zwergrind in Albanien: Erhaltung durch Nutzung und Eigenverantwortung. Schlussbericht 2014.
- Europäisches Arche-Netzwerk, SAVE Foundation.
- Breed Atlas Balkan and Balkan-Network. SAVE Foundation.[5]

## Auszeichnungen
- 1986: Regenbogenpreis des Schweizer Fernsehens
- 1987: Binding-Preis für Natur- und Umweltschutz im Fürstentum Liechtenstein für den Aufbau der Stiftung ProSpecieRara
- 1993: Grüner Zweig des WWF Schweiz für den Einsatz für die Natur
- 1995: Verleihung des Internationalen Chorafas-Preises durch die Schweizerische Akademie der Naturwissenschaften: CHF 100'000 zusammen mit Prof. Jakob Jakobsson, Island (für den Schutz aquatischer Gen-Ressourcen, Grünenfelder für den Schutz landwirtschaftlicher Gen-Ressourcen)